# Otolemur
Otolemur là một chi động vật có vú trong họ Galagidae, bộ Linh trưởng. Chi này được Coquerel miêu tả năm 1859. Loài điển hình của chi này là Otolemur agyisymbanus Coquerel, 1859 (= Otolicnus garnetti Ogilby, 1838).

## Hình ảnh

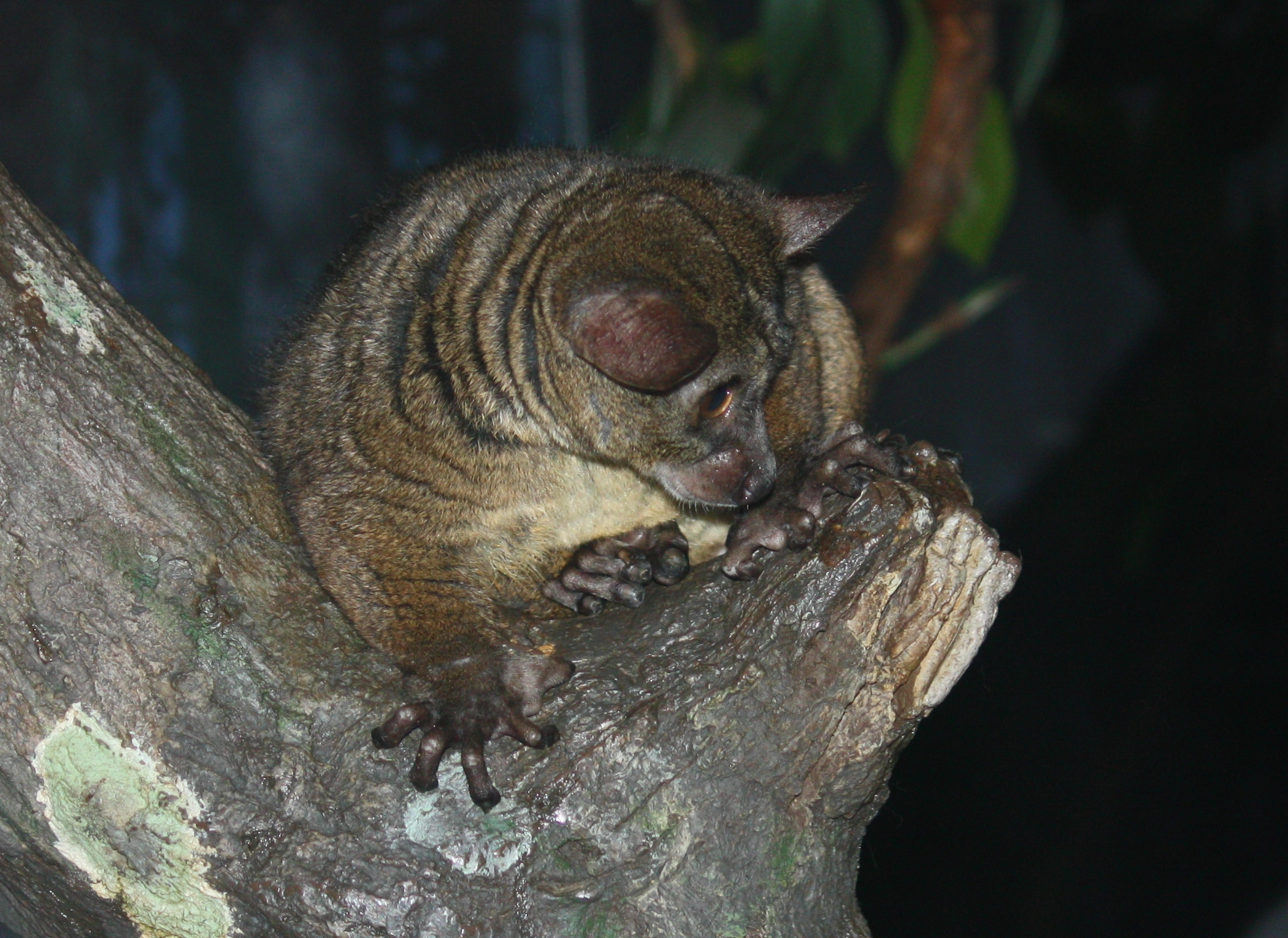

## Các loài
Chi này gồm các loài: